# Mai Murakami
Mai Murakami (em japonês:  村上茉愛, Murakami Mai; Sagamihara, 5 de agosto de 1996) é uma ginasta artística japonesa, medalhista olímpica e bicampeã mundial no solo.

## Carreira
No Campeonato Mundial de Ginástica Artística de 2017, em Montreal, ela conquistou seu primeiro ouro no solo com a nota de 14.233.
Em 2018, ela participou  do Campeonato Mundial de Ginástica Artística de 2018, em Doha, onde conquistou a medalha de prata no individual geral com a nota final de 55.798, sendo superada apenas por Simone Biles.No evento conseguiu também um bronze no solo que é sua especialidade, com a nota de 13.866.
Murakami participou dos Jogos Olímpicos de Verão de 2020 em Tóquio,que ocorreram em 2021 devido a pandemia, ela participou da prova de solo, conquistando a medalha de bronze após finalizar a série com 14.166 pontos.
Ainda em 2021, ela participou do Campeonato Mundial de Ginástica Artística de 2021, em Kitakyushu, se tornou campeã mundial pela segunda vez no solo com a nota de 14.066.Ela também conseguiu uma medalha de bronze na trave.